# (14826) Nicollier
(14826) Nicollier ist ein Asteroid des Hauptgürtels, der am 16. September 1985 vom Astronomen Paul Wild am Observatorium Zimmerwald entdeckt wurde.
Der Asteroid ist nach dem ersten Schweizer Astronauten Claude Nicollier benannt.